# Columbus Owls
Die Columbus Owls waren ein US-amerikanisches Eishockeyfranchise der International Hockey League in Columbus, Ohio. 

## Geschichte
Die California Golden Seals aus der National Hockey League verkauften 1973 ihr Farmteam aus der International Hockey League, die Columbus Golden Seals, woraufhin das Franchise von seinen neuen Besitzern den Namen Columbus Owls erhielt. In den ersten beiden Jahren ihres Bestehens erreichten die Columbus Owls jeweils den zweiten Platz der South Division. Anschließend beendeten sie zwei Mal die Spielzeit auf dem vierten und somit Letzten Platz ihrer Division, qualifizierten sich dennoch in der Saison 1976/77 für die Playoffs um den Turner Cup, in denen sie allerdings bereits in der ersten Runde ausschieden. In all den vier Jahren war Moe Bartoli Trainer der Owls. Im Anschluss an die Saison 1976/77 wurde das Franchise nach Dayton, Ohio, verlegt, wo es anschließend unter dem Namen Dayton Owls am Spielbetrieb der IHL teilnahm.

## Saisonstatistik
Abkürzungen: GP = Spiele, W = Siege, L = Niederlagen, T = Unentschieden, OTL = Niederlagen nach Overtime SOL = Niederlagen nach Shootout, Pts = Punkte, GF = Erzielte Tore, GA = Gegentore, PIM = Strafminuten
| Saison  | GP | W  | L  | T  | OTL | SOL | Pts | GF  | GA  | Platz     | Playoffs                        |
| 1973–74 | 76 | 40 | 32 | 2  | —   | —   | 82  | 288 | 270 | 2., South | Niederlage in der zweiten Runde |
| 1974–75 | 76 | 40 | 32 | 4  | —   | —   | 84  | 307 | 275 | 2., South | Niederlage in der ersten Runde  |
| 1975–76 | 78 | 24 | 47 | 7  | —   | —   | 55  | 251 | 366 | 4., South | nicht qualifiziert              |
| 1976–77 | 78 | 28 | 35 | 15 | —   | —   | 71  | 294 | 309 | 4., South | Niederlage in der ersten Runde  |

## Team-Rekorde

### Karriererekorde
Spiele: 305  Steve Lyon
Tore: 106  Ed Kenty
Assists: 212  Steve Lyon
Punkte: 295  Steve Lyon
Strafminuten: 587  Steve Lyon